# سياسة التأشيرات في سفالبارد
بشكل فريد، سفالبارد منطقة إعفاء تام من التأشيرة. وبإمكان الجميع أن يعيشوا ويعملوا في سفالبارد إلى أجل غير مسمى بغض النظر عن بلد المواطنة. وتمنح معاهدة سفالبارد رعايا المعاهدة تساوي الحق في الإقامة كالمواطنين النرويجيين. رعايا الدول التي ليست طرفاً في المعاهدة يمكنهم العيش والعمل بدون تأشيرة إلى أجل غير مسمى كذلك. بير سيفلاند، حاكم سفالبارد آنذاك قال «لقد كانت سياسة مختارة حتى الآن نحن لم نصنع أي فرق بين مواطني المعاهدة وأولئك الذي هم من خارج المعاهدة». «الأنظمة المتعلقة بالرفض والطرد من سفالبارد» نافذة على أساس غير تمييزي. وتشمل أسباب الاستبعاد الافتقار إلى وسائل الدعم وانتهاك القوانين أو اللوائح.